# Јудита Хоровиц
Јудита Хоровиц (1787 – 1857) је била прва самостална новосадска предузетница и прва жена која је 1848. године поднела захтев за оснивање посебне женске организације у Новом Саду. Успешност њеног привредног предузећа је вероватно узрок чињеници да се њено, једино женско име, налазило у попису главешина новосадских јеврејских породица из 1844, уз напомену да је трговкиња прехрамбеном робом. За Јудиту Хоровиц везан је и важан догађај у вези са борбом за јавни рад жена. Она је са групом истомишљеница у марту 1848, а посредством Јеврејске новосадске општине, предала Магистрату захтев за оснивање прве женске организације у граду. Намера је била да организација окупи Јеврејке које би се, мимо друштва Хевра Кадиша, старале о сиромашним и болесним људима пре свега из сопствене заједнице. Магистрат је одбио захтев за оснивање прве женске организације у Новом Саду. “Новосадско израелитско добротворно женско друштво”, по замисли Јудите Хоровиц, основаће новосадске Јеврејке 1876. Биће то прво новосадско женско удружење, које ће континуирано радити до Другог светског рата.